# Tour de Nonza
La Tour de Nonza (en corse : Torra di Nonza) ou de Torra, est une tour dite génoise située dans la commune de  Nonza, dans le département français de la Haute-Corse. 

## Historique
Le Monte, sommet de la falaise dominant la mer, au lieu dit Torra, représente une position stratégique et fut donc choisi par les seigneurs Avogari pour y bâtir leur château au XIIe siècle. Sous les seigneurs Peverelli, la forteresse médiévale, fut détruite par les Génois en 1489.
En 1760, Pascal Paoli ordonna la construction d'une tour de guet au sommet du Monte, afin de surveiller le golfe de Saint-Florent. Cette tour de schiste gris vert, carrée, se situe à l'emplacement de l'ancien château, soit à 167 m d'altitude. Elle est bâtie sur le modèle des tours génoises : trois étages, une guardiola, une terrasse crénelée pourvue de trois échauguettes. Comme la tour de Furiani, également construite sur ordre de Paoli, elle est parfois qualifiée de tour paoline.

## Protection
Propriété de la Collectivité de Corse, la tour de Nonza est inscrite à l'inventaire des monuments historiques par arrêté du 5 juillet 1926.